# Traitement E-4
Pour les articles homonymes, voir E-4.
Le traitement E-4 est un processus de traitement des films inversibles couleur de marques Ektachrome et Fujichrome qui était utilisé dans les années 1970 avant son remplacement par le Traitement E-6. Il a été défini par Kodak.

## Contexte
À l'origine, le premier film inversible permettant de réaliser des diapositives couleur a été le Kodachrome. Son développement est complexe dans la mesure où il nécessite d'exposer la pellicule à de la lumière rouge et à de la lumière bleue, et de faire apparaître séparément, à des moments différents, chaque colorant dans sa couche respective.
C'est l'introduction par Agfa de coupleurs au sein de l'émulsion Agfacolor qui a permis la simplification du procédé.
Le procédé de développement E4 est apparu en remplacement procédé de développement E3, et a été lui-même remplacé à la fin des années 1970 par le Traitement E-6. La lettre E du nom est très certainement dérivée de la marque Ektachrome déposée par Kodak pour les films inversibles avec coupleurs incorporés. Il permettait aussi de développer les films Fujichrome R 100, bien que leur emballage mentionnait deux autres procédés de traitement utilisables : CR 55 (probablement japonais et développé par Fuji-Film) ou E4.

## Les étapes du développement selon le procédé E4
Le procédé E4 est un développement de diapositives couleur en 7 bains. Il est prévu pour être effectué à une température de 28 °C avec les produits Kodak. Des températures supérieures permettent de réduire la durée du développement. Toutefois, la société PhotoChimie localisée à Drancy a proposé des kits de développement E4 fonctionnant à 24 °C pour le amateurs.
Le traitement commence par le passage 1er révélateur qui va faire apparaître sur le film le même type d'image qu'avec avec un négatif noir et blanc. Les parties les plus claires de l'image finale apparaissent en noir alors que les parties les plus sombres gardent l'aspect du film non développé. La durée de ce premier développement et sa température va influencer la luminosité de l'image finale. Une erreur de température d'un °C produira sur l'image finale le même effet qu'une variation du temps de développement de plus ou moins 10 %. La précision de température recommandée est de 1/2 °C.
L'influence du temps de développement sur la luminosité de l'image finale permet de réaliser un développement poussé avec les films Ektachrome : 30 % de temps en plus permet de développer un film exposé au double de sa sensibilité nominale et 70 % de temps en plus à une sensibilité quadruple. Mais au delà de la sensibilité double, la qualité de l'image se dégrade avec un grain plus apparent, une dominante basculante et de noirs et teintes sombres exagérément éclaircis. Un traitement retenu 70 % du temps de traitement normal pour la moitié de la sensibilité nominale ou 50 % pour le quart de celle-ci peut être envisagé, mais aller trop loin dans le traitement retenu aboutira à un manque de transparence des blancs et des teintes claires.
Comme 250 ml de révélateur (ou des bains qui suivront) sont nécessaires pour développer dans une cuve une pellicule 24×36 montée sur une spirale, mais que chaque bain permet de développer successivement 2 pellicules avant d'être usée, lors du développement de la deuxième pellicule, le temps dans le premier révélateur devra être prolongé et il ne faut utiliser que des bains neufs pour les traitements poussés.
Le deuxième bain s'appelle tannage. Alors que le premier révélateur est basique, le bain de tannage est acide. Il va donc interrompre l'action du premier révélateur. Après le bain de tannage, la suite du développement peut éventuellement être réalisée en pleine lumière.
Le troisième bain est le révélateur chromogène. Il va faire apparaître des colorants dans les parties de l'image qui n'ont pas été développées par le premier révélateur, donc essentiellement les parties sombres de l'image finale.
Grâce au coupleurs incorporés à l'émulsion, chaque couche photo sensible aura un colorant de la bonne teinte. Un colorant jaune plus ou moins dense permet de doser la quantité de lumière bleue qui doit traverser la diapositive, un colorant magenta la quantité de lumière verte et un colorant cyan la quantité de lumière rouge. La température du révélateur chromogène a une influence sur la vitesse de celui-ci. Une précision d'un demi degré est recommandés. Toutefois, si une durée du développement chromogène aboutit à des images plus claires et verdâtre, un développement chromogène prolongé ne semble pas poser problème.
Le quatrième bain s'appelle clarification. Il est nécessaire comme bain intermédiaire entre le révélateur chromogène et le bain de blanchiment.
Après le passage, l'image est très sombre puisqu'elle comporte à la fois des colorants pour les parties sombres de l'image finale et de l'argent noirci issu du premier développement pour les parties claires. La suite du processus de développement consiste à éliminer les parties sombres indésirables pour ne garder que les colorants. Le cinquième bain est un bain de blanchiment. Il réalise sur l'argent noirci le processus inverse du premier développement. À l'issue du blanchiment, on peut commencer à voir les couleurs de la diapositive qui toutefois manque de transparence.
Le sixième bain est le fixateur. Son rôle est d'éliminer les parties de l'image déjà transformées lors du blanchiment À l'issue du passage dans le fixateur, il ne restera sur le support de la diapositive que 3 couches de colorants.
Entre chaque bain du processus de développement E4, il y a un lavage. La pellicule est plongée dans de l'eau afin d'éliminer (ou de diluer très fortement) la quantité résiduelle du bain précédent et ainsi, éviter de contaminer le bain suivant. Après le passage dans le fixateur, le lavage est prolongé afin d'éliminer les traces de produits chimiques sur le film. Le septième bain, appelé stabilisateur est un bain moussant. Son rôle est de stabiliser chimiquement les colorants et de permettre un séchage sans trace sur le support de la pellicule qui sera pendue en position verticale. Il n'y a pas de lavage après le bain de stabilisation.